# Hypercompe bricenoi
Hypercompe bricenoi là một loài bướm đêm thuộc phân họ Arctiinae, họ Erebidae.